# Raičevina
Raičevina (en serbe cyrillique : Раичевина) est un village du centre du Monténégro, dans la municipalité de Kolašin.

## Démographie

### Évolution historique de la population
| 1948 | 1953 | 1961 | 1971 | 1981 | 1991 | 2003 |
| ---- | ---- | ---- | ---- | ---- | ---- | ---- |
| 295  | 291  | 273  | 255  | 214  | 163  | 148  |